# Hans Sachs
Hans Sachs (n. 5 noiembrie 1494, Nürnberg, Ducatul de Bavaria – d. 19 ianuarie 1576, Nürnberg, Ducatul de Bavaria) a fost un poet și dramaturg german.

## Opera

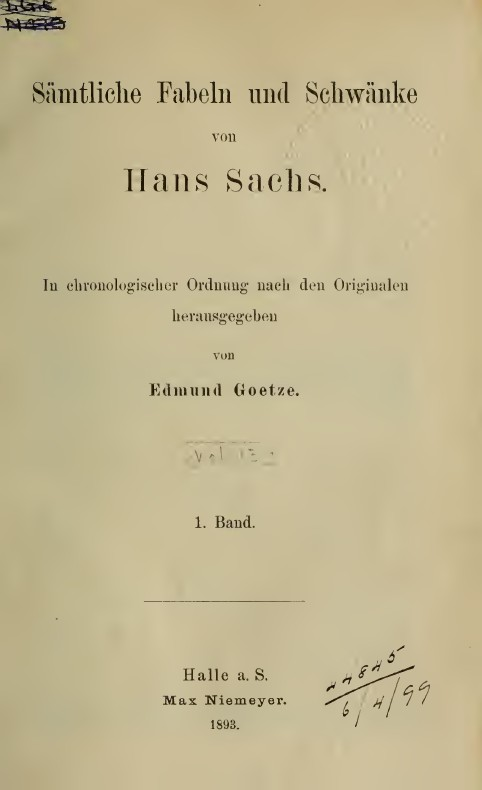
Sämtliche Fabeln und Schwänke, 1 (1893)

O mare parte din opera poetului, care cuprindea peste 6.000 de lucrări, s-a pierdut. Dintre cele care s-au păstrat sunt mai importante:
- Das Hofgesin der Venus (piesă pentru carnaval, 1517)
- Die Wittenbergische Nachtigall (poezie, 1523)
- Dialoge (1524), reeditate în: Insel-Bücherei 579/2 (1976)
- Schlaraffenland (comedie, 1530)
- Das Narrenschneiden (piesă pentru carnaval, 1534)
- Der schwangere Bauer (piesă pentru carnaval, 1544)
- Der Teufel mit dem alten Weib (piesă pentru carnaval, 1545)
- Der fahrende Schüler im Paradies (piesă pentru carnaval, 1550)
- Das Kälberbrüten (piesă pentru carnaval, 1551)
- Die ungleichen Kinder (dramă, 1553)
- Der Krämerskorb (piesă pentru carnaval, 1554)
- St. Peter mit der Geiß (comedie, 1555)
- Eygentliche Beschreibung Aller Stände auff Erden. Franckfurt am Mayn 1568, disponibilă pe situl bibliotecii landului Saxonia: http://digital.slub-dresden.de